# Like Nastya
아나스타샤 라진스카야(Анастасии Радзинской, 2014년 1월 27일 ~ )는 나스챠(Настя, Nastya)로 알려진 러시아의 유튜버이다. 채널명은 Like Nastya(Лайк Настя).

## 같이 보기
- 가장 많이 구독된 유튜브 채널 목록